# 黃大衛 (運動員)
黃大衛（Hadler David，1990年3月18日—），為臺灣男子擊劍運動員，為台美混血兒，母親為台灣人，父親為美國猶太裔，2016年底拿到台灣護照，代表台灣參加2017年夏季世界大學運動會，可惜止步於32強。